# Anbar Fossae
Le Anbar Fossae sono una struttura geologica della superficie di Encelado.